# Joel Surnow
Joel Surnow (sinh ngày 18 tháng 12 năm 1955) là một nhà sản xuất, biên kịch và đạo diễn người Mỹ.
Ông nổi tiếng với việc đồng sáng lập ra bộ phim truyền hình hành động La Femme Nikita và 24.

## Cuộc sống và sự nghiệp
Joel Surnow là người gốc Do Thái. Ông lớn lên ở Michigan, và sau đó là Los Angeles. Surnow từng học hai năm ở Đại học California tại Berkeley, và cuối cùng tốt nghiệp trường điện ảnh ở Đại học California tại Los Angeles năm 1976.
Ngay sau khi tốt nghiệp, ông bắt đầu viết kịch bản phim; sau đó ông chuyển sang truyền hình. Bước đột phá của ông là khi bắt đầu viết kịch bản cho phim Miami Vice vào năm 1984. Đến cuối năm, Universal Studios thuộc sở hữu chương trình, giao Surnow làm nhà sản xuất điều hành cho loạt phim The Equalizer.
Ông có năm con gái, 2 con từ cuộc hôn nhân trước và 3 con với người vợ hiện tại.